# Xenosaurus platyceps
Xenosaurus platyceps là một loài thằn lằn trong họ Xenosauridae. Loài này được King & Thompson mô tả khoa học đầu tiên năm 1968.